# Nicole Jaffe
Nicole Jaffeé é uma dubladora norte-americana, mais conhecida por fazer a voz original da personagem Velma Dinkley, do seriado Scooby-Doo entre 1969 e 1974, apesar de ter dublado a personagem 30 anos mais tarde no filme Scooby-Doo and the Legend of the Vampire.